# タート人 (コーカサス)
タート人（タートじん、ムスリム・タート語:тати、ロシア語: Та́ты、英語: Tat people）とは、アゼルバイジャンおよびロシア連邦のダゲスタン共和国南部に居住するイラン系少数民族である。

## 概要
イラン語群の南西イラン語に含まれるタート語を話す。ターティー人とも。
タート人が話すタート語は、ダゲスタン共和国の14の公用語の一つに指定されている。
タート語は山岳ユダヤ人が話すユダヤ・タート語と近い関係にある。

## その他のタート人
同じイラン系民族に、イラン北西部に居住し西イラン語群北西イラン諸語に属すタチ語を話すタート人がいる。
混同されがちだが、イランのタート人が話すタチ語と、コーカサスのタート人が話すタート語は大きくかけ離れている。
また、タート語を話すアルメニア人の一派もタート人と呼ばれる。
そもそも「タート人」という言葉は「非トルコ人」「イラン人」を意味するトルコ語の普通名詞であり、特定の民族名称を表すものではなかった。詳細はタート人 (曖昧さ回避)を参照。